# Jørn Larsen
Jørn Larsen (15. december 1926 i Næstved – 13. juni 2004 i København) var en dansk billedkunstner.
Han debuterede med sine første nonfigurative malerier på Kunstnernes Efterårsudstilling i 1955. Hans ophold i Grønland 1959-60 betød en del for hans fremtidige virke, og fra 1962 udviklede han et sort-hvidt geometrisk formsprog og udførte skulpturer i bl.a. marmor, granit og stål. "Motiverne" i hans kunst er parallelle linjer, der knækker og danner flade knuder, der skaber en vekselvirkning mellem plan, figur og rum.
Larsen udførte 1974-76 en udsmykning i stål til Odense Universitet; og han gentog motivet (en terning rejst på spidsen) i sort poleret granit i Svendborg (1983); Han udførte tre gulvfliser til Det Kgl. Teater i 1992 og udførte i 2000 gulvet og ruderne i Jelling Kirke. Han var fra 1970 medlem af Grønningen, modtog Eckersberg Medaillen i 1978 og Thorvaldsen Medaillen i 1989. Han var Danmarks repræsentant på Biennalen i Venezia 1993.